# Marie Freiová
Marie Freiová (* 1. března 1948) byla česká a československá politička a bezpartijní poslankyně Sněmovny lidu Federálního shromáždění za normalizace.

## Biografie
K roku 1981 se profesně uvádí jako přadlena.
Ve volbách roku 1981 zasedla do Sněmovny lidu (volební obvod č. 43 - Domažlice, Západočeský kraj). Mandát obhájila ve volbách roku 1986 (obvod Domažlice-Klatovy). Ve Federálním shromáždění setrvala do konce funkčního období, tedy do svobodných voleb roku 1990. Netýkal se jí proces kooptací do Federálního shromáždění po sametové revoluci.